# 悪魔の囁き (アルバム)
『悪魔の囁き』（原題：Speak of the Devil）は、オジー・オズボーンが1982年に録音・発表したライブ・アルバム。

## 解説
ソロ転向後の楽曲は収録されておらず、全曲ともオズボーンが在籍していたブラック・サバスの楽曲で占められている。ナイト・レンジャーのギタリスト、ブラッド・ギルスを含む編成で行われたライヴ音源を使用。ランディ・ローズの事故死後、ランディの音源を用いたメモリアル盤としての企画が検討されたがLP2枚4面分の使用可能な音源が足りず、新たなライブ音源を収録する事となった。新規収録時にキーボードのドン・エイリーが既にツアーメンバーから外れており、楽曲演奏時にキーボードが不要なブラック・サバス時代の選曲のみとなった。
アメリカでは、「アイアン・マン」と「チルドレン・オブ・ザ・グレイヴ」のメドレーがシングルとして『ビルボード』誌のメインストリーム・ロック・チャートで32位に達し、「パラノイド」のライヴ・ヴァージョンも同チャートで25位に達した。イギリスでは「悪魔のしるし」がシングル・カットされて、全英シングルチャートで100位に達した。
ツアーが終了すると、ギルスはナイト・レンジャーに戻り、ルディ・サーゾもクワイエット・ライオットの再結成に参加するためにオズボーンのバンドを脱退した。

## 収録曲
全曲ともオジー・オズボーン、トニー・アイオミ、ギーザー・バトラー、ビル・ワードの共作。
1. 悪魔のしるし - Symptom of the Universe - 5:41
2. スノウブラインド - Snowblind - 4:55
3. 黒い安息日 - Black Sabbath - 6:04
4. フェアリーズ・ウェア・ブーツ - Fairies Wear Boots - 6:32
5. ウォー・ピッグス - War Pigs - 8:35
6. 魔法使い - The Wizard - 4:42
7. N.I.B. - N.I.B. - 5:35
8. スウィート・リーフ - Sweet Leaf - 5:54
9. ネバー・セイ・ダイ - Never Say Die - 4:18
10. 血まみれの安息日 - Sabbath Bloody Sabbath - 5:34
11. アイアン・マン〜チルドレン・オブ・ザ・グレイヴ - Iron Man / Children Of The Grave - 9:11
12. パラノイド - Paranoid - 3:08

## 参加ミュージシャン
- オジー・オズボーン - ボーカル
- ブラッド・ギルス - ギター
- ルディ・サーゾ - ベース
- トミー・アルドリッジ - ドラムス